# Ludowe Zgromadzenie Prawosławne
Ludowe Zgromadzenie Prawosławne (Λαϊκός Ορθόδοξος Συναγερμός, czyt. Laikos Orthodoxos Synagermos, skrót: ΛΑ.Ο.Σ (LA.O.S.), dosłownie Ludowy Prawosławny Alarm) – grecka skrajnie prawicowa i nacjonalistyczna partia polityczna założona przez Georgiosa Karatzaferisa 14 września 2000 roku.
W wyborach do greckiego parlamentu 7 marca 2004 roku zdobyli 2,2% (próg wyborczy wynosi 3%) i nie dostali się do parlamentu. Kilka miesięcy później podczas wyborów do Europarlamentu zdobyli 4,2% i tym samym wprowadzili 1 deputowanego.
W przedterminowych wyborach 2007 zdobyli 10 mandatów w greckim parlamencie. W wyborach parlamentarnych w październiku 2009 zdobyła 15 mandatów.

## Program
ΛΑΟΣ postuluje zapobieżenie wstąpieniu Turcji do Unii oraz ostrą politykę imigracyjną. Sprzeciwia się nadawaniu greckiego obywatelstwa osobom spoza kręgu kultury europejskiej. Jest przeciwny aborcji i prawnemu usankcjonowaniu związków osób tej samej płci. Protestuje przeciw usunięciu informacji o wyznaniu z greckich dowodów osobistych. Przewodniczący LAOS w wypowiedziach publicznych często daje wyraz przekonaniom antykomunistycznym oraz przywiązaniu do tradycji walki zbrojnej z lewicą, mającej miejsce tuż po II wojnie światowej. Na forum parlamentów greckiego i europejskiego przewodniczący LAOS, jako ich poseł, wielokrotnie piętnował powszechną, według jego słów, nieuczciwość niemal wszystkich polityków, nazywając ich też „wszystkich” złodziejami. Obecnie unika tak skrajnych wypowiedzi.
Partia LAOS dysponuje w Grecji własnym, samowystarczalnym ekonomicznie, ogólnogreckim programem telewizyjnym ΑΡΤ (gr. Άστυ Ράδιο Τηλεόραση, czyt. Asti Radio Tileórasi), emitującym dużo publicystyki ekonomicznej i społecznej, oglądanym przez wszystkie opcje polityczne.

## Poparcie w wyborach
| Wybory        | Poparcie | Zmiana punktów procentowych | Mandaty (Izba Deputowanych) | Zmiana |
| ------------- | -------- | --------------------------- | --------------------------- | ------ |
| 2004          | 2,20%    | -                           | 0                           | -      |
| 2007          | 3,80%    | 1,6                         | 10                          | 10     |
| 2009          | 5,63%    | 1,83                        | 15                          | 5      |
| Maj 2012      | 2,90%    | –2,73                       | 0                           | 15     |
| Czerwiec 2012 | 1,58%    | –1,32                       | -                           | -      |